# Plesiotypus depressus
Plesiotypus depressus är en stekelart som beskrevs av Van Achterberg 1992. Plesiotypus depressus ingår i släktet Plesiotypus och familjen bracksteklar. Inga underarter finns listade i Catalogue of Life.